# Bianchi Miles
Il Miles è stato un autocarro prodotto dalla Bianchi dal 1938 al 1943.

## Storia
Fu prodotto dalla Bianchi di Milano solo in versione militare come "autocarro unificato" per le forze armate a partire dal 1938, andando a sostituire sulle linee di produzione il Bianchi Mediolanum.
Adottato dal Regio Esercito, operò specialmente in Africa Settentrionale ed in Russia. Dopo l'armistizio la Wehrmacht ne requisì 90 esemplari. Nel dopoguerra, ne fu prodotta la versione civile Cives 46.

## Descrizione

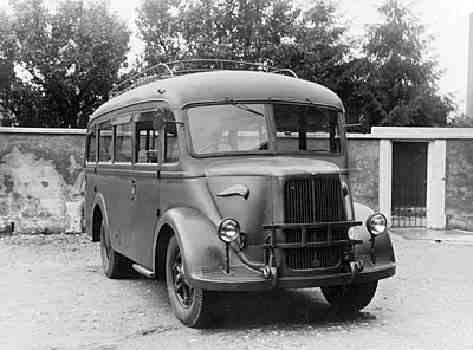
La versione autobus

È un autocarro medio a cabina semiarretrata, con 3 tonnellate di portata, era a trazione posteriore motorizzato con un diesel da 4.000 cm³ ad avviamento elettrico. L'autonomia era di 350 km, con 60 km orari di velocità su strada.

## Versione militare

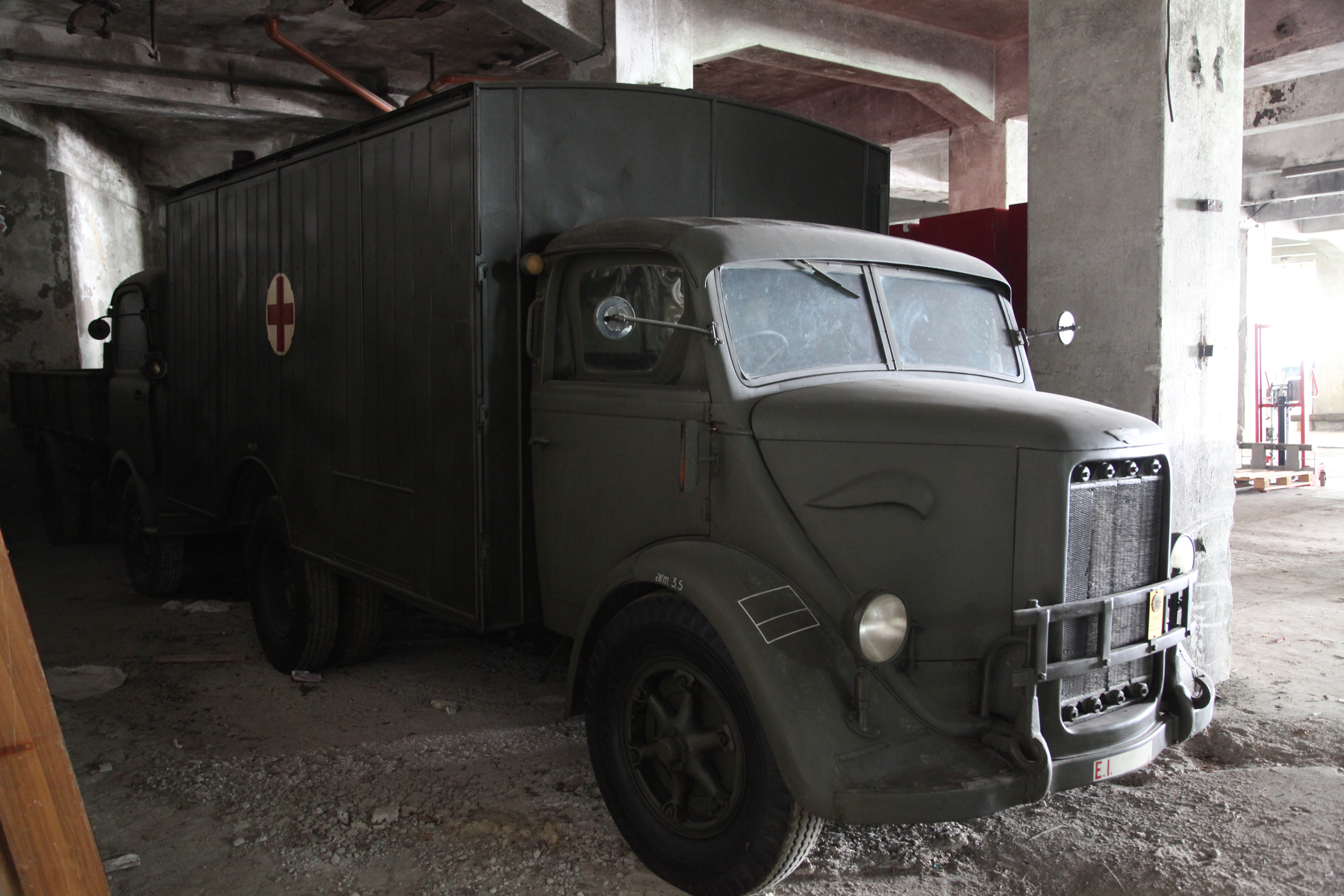
Autocarro Bianchi Miles- versione con autobagno con docce, conservato presso il Museo Storico Italiano della Guerra

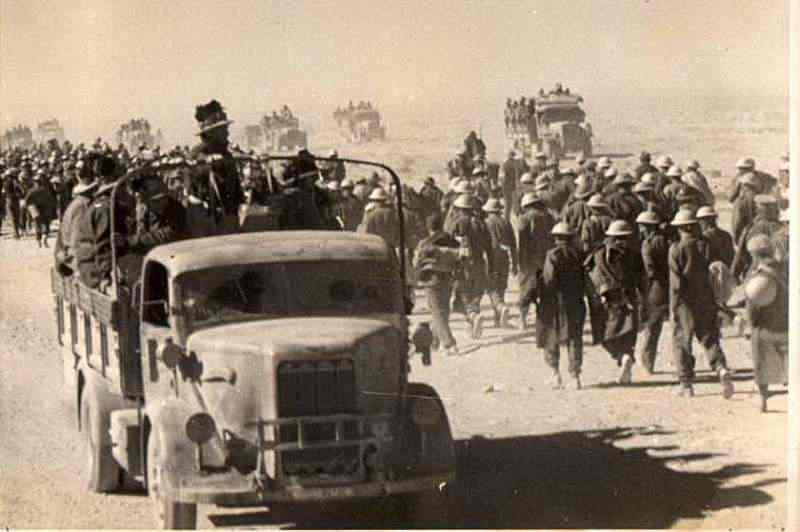
Il Miles tra i prigionieri inglesi in Libia

Oltre che nell'allestimento normale, fu adottata dal Regio Esercito la versione autofrigorifero, l'autobagno con docce per le Sezioni di Bonifica per guerra chimica, la versione autobus ed il furgonato per i Nuclei Chirurgici. In Russia venne utilizzato come trattore per i pezzi da 75/46 contraerei, mentre in Nord Africa venne utilizzato come veicolo contraereo con l'installazione di pezzi da 20 mm Breda sul cassone. Su 20 esemplari si progettò, senza seguito, l'installazione di mitragliere contraeree francesi da 25 mm.